# Wells Fargo Plaza (El Paso)
El Wells Fargo Plaza es un rascacielos de ubicado en 221 North Kansas Street en el centro de la ciudad de El Paso, en el estado de Texas (Estados Unidos). Es el segundo edificio construido más alto de la ciudad, por detrás de la WestStar Tower. Se inauguró como el State National Bank Building, Norwest Plaza el 25 de octubre de 1971. Mide 92 metros de altura. Está diseñado en el estilo internacional.
El Paso desde que se completó en 1971. Superado por la WestStar Tower en Hunt Plaza, que se completó el 21 de mayo de 2020. La torre se asienta sobre una base de tres pisos de altura y luego se eleva a su altura máxima. Las ventanas angulares repetitivas añaden otro elemento de estilo internacional de apariencia en bloque y expresión de estructura.
La torre está iluminada por la noche con hasta 13 líneas blancas horizontales (originalmente 17). Se utiliza un diseño de Bandera de los Estados Unidos. Durante las vacaciones patrióticas y un diseño de árbol de Navidad durante la temporada de vacaciones. Las letras "UTEP" se utilizan durante la temporada de fútbol y baloncesto de la Universidad de Texas en El Paso y, con menos frecuencia, también se utiliza el logotipo de la Universidad Tecnológica de Texas.